# Prix Louis-Hémon
Le Prix Louis-Hémon est un prix littéraire canadien. Il est remis par l'Académie de Languedoc à un écrivain canadien de langue française. 
Le prix est remis au Salon du livre de Paris.

## Lauréats
- 1987 - Jean-François Somain, Les Visiteurs du Pôle Nord
- 1992 - Élise Turcotte, Le Bruit des choses vivantes
- 1994 - Nancy Huston, La virevolte
- 1998 - Jean-Jacques Nattiez, Opéra

## Liens
- Site de l'Académie de Languedoc